# Homps (Gers)
Homps település Franciaországban, Gers megyében. Lakosainak száma 111 fő (2022. január 1.). Homps Bivès, Estramiac, Monfort és Solomiac községekkel határos.

## Népesség
A település népességének változása:
| Lakosok száma | 144  | 115  | 95   | 88   | 107  | 104  | 104  | 111  | 110  | 111  |
|               | 1968 | 1982 | 1990 | 2006 | 2013 | 2015 | 2017 | 2019 | 2020 | 2022 |